# Bělohradská bažantnice
Bělohradská bažantnice je přírodní památka v Lázních Bělohradě v okrese Jičín. Zahrnuje park a přilehlé louky na východní straně města.

## Předmět ochrany
Kulturní a polokulturní slatinné louky a lázeňský park tvoří důležité biocentrum v zemědělské krajině. Zdejší biotopy vznikly uměle, přesto se během doby staly důležitým refugiem vzácných rostlin a drobných živočichů.

## Využití
V centru parku je hudební pavilon, v němž se konají promenádní koncerty. Od roku 2002 je zde vrt s pítkem a posezením. Poblíž jsou umístěny tenisové kurty a fotbalové hřiště. Podél hlavní cesty jsou rozloženy malá jezírka a na konci parku je umístěn původní Annamarijánský pramen z roku 1901.

## Geologie
Mělký úval řeky Javorky v Bělohradské pahorkatině pokrývají holocenní fluviální a deluviální jílovitopísčité hlíny, v severní části též slatiny a v západní části sprašové hlíny. V podloží těchto kvartérních uloženin leží svrchnokřídové slínovce jizerského souvrství.

## Flora
Botanicky nejbohatší částí chráněného území jsou vlhké louky svazu Calthion se vzácnými druhy rostlin. Rostou zde např. upolín nejvyšší (Trollius altissimus), rozrazil štítkovitý (Veronica scutellata), prstnatec májový (Dactylorhiza majalis), kosatec žlutý (Iris pseudacorus), svízel severní (Galium boreale), ostřice oddálená (Carex distans) aj. Stromy jsou zastoupeny bukem lesním (Fagus sylvatica) a smrky, které zde uměle vysadil člověk.

## Fauna
V parku jsou ideální podmínky pro ptáky, hnízdící v dutinách: žlunu zelenou (Picus viridis), strakapouda velkého (Dendrocopos major), krutihlava obecného (Jynx torquilla), brhlíka lesního (Sitta europaea), aj. Noční ptáky reprezentuje puštík obecný (Strix aluco), kalous ušatý (Asio otus), výr velký (Bubo bubo).
Skupinu savců reprezentuje rejsek obecný (Sorex araneus), ježek, krtek, myšice (Apodemus), norníci rudní. Spatřit lze i ondatru. Uměle vysazeni jsou zde virginští jelenci (Odocoileus virginianu). Dále jsou zde divoká prasata (Sus scrofa), zajíci, lišky obecné (Vulpes vulpes), lasice kolčavy (Mustela nivalis), hranostajové (Mustela erminea), kuny lesní (Martes martes). Hojně se zde vyskytují netopýři vodní (Myotis daubentonii), netopýři velcí (Myotis myotis), netopýři ušatí (Plecotus auritus).